# Алберто Ђилардино
Алберто Ђилардино (итал. Alberto Gilardino; Бјела, 5. јул 1982) је бивши италијански фудбалер и тренутни тренер Ђеновe. Са репрезентацијом Италије освојио је Светско првенство у фудбалу 2006.
Ђилардино држи рекорд као најмлађи фудбалер који је стигао до 100 голова у Серији А.

## Каријера
Каријеру је започео у Пјаченци, где је дебитовао у Серији А против будућег клуба, Милана. Продат је 2001. у Хелас Верону где је играо доста добро, али се није баш исказао у постизању голова. Бивши тренер његовог тадашњег клуба, Чезаре Прандели затражио је да се доведе у Парму. На почетку није био пoсебно ефикасан (5 голова у првој сезони), али је наредне сезоне постигао 23 поготка и био други стрелац сезоне.
У сезони 2004/05. проглашен је најбољим играчем лиге. Било је то довољно да га запази велики Милан, који га 17. јула 2005. доводи у своје редове за 25.000.000 евра. У Милану је био довољно добар у националном првенству, постигавши 17 голова, али у Лиги шампиона није био ни приближно тако добар. У сезони након скандала "Калчополи", његов Милан играо је лоше, а Ђилардино се у потпуности утопио у то сивило, па су започеле приче о његовом одласку са Сан Сира. То се и догодило на крају сезоне 2007/08., када потписује за Фјорентину. У Фјорентини је провео четири сезоне и одиграо 118 лигашких утакмица на којима је постигао 48 голова.
У јануару 2012. Ђилардино је потписао четворогодишњи уговор са Ђеновом. Изабрао је број 82 на дресу. Постигао је 4 гола на 14 утакмица другог дела сезоне 2011/12.
Дана 31. августа 2012. Ђилардино је отишао на позајмицу у Болоњу.

## Репрезентација
Године 2004, наступао је на Олимпијади у Атини где је освојио бронзану медаљу, а пре тога и постао првак Европе за узраст испод 21 године. Наступао је на Светском првенству 2006. где је са репрезентацијом Италије постао првак света. На том такмичењу постигао је погодак против репрезентације САД и асистирао Дел Пјеру за погодак против Немаца у полуфиналу. Такође је наступао на Светском првенству 2010. у Јужној Африци.